# Pardo (catapano)
Pardo (... – 1042) fu per breve tempo catapano d'Italia nel 1042, dopo il breve mandato di Giorgio Maniace.
Nel luglio 1042, Maniace fu destituito e richiamato da Costantino IX Monomaco per volere di Romano Sclero, fratello dell'amante dell'imperatore. Secondo Giovanni Scillitze, Romano aveva addirittura violentato la moglie di Maniace. Nel settembre 1042, Pardo arrivò con un esercito a Otranto per subentrare a Maniace al comando. Secondo Lupo Protospata, portò con sé una crisobolla, ma il significato è incerto. Pardo era accompagnato da Nicola I, arcivescovo di Bari, che, pur essendo sotto la giurisdizione della Santa Sede, pare fosse un leale bizantino, e da Tubaki, un Protospatario. È probabile che l'arcivescovo si fosse unito al catepano in un precedente sbarco, durante il quale i greci avevano negoziato con il capo ribelle longobardo Argiro. In seguito, Argiro abbandonò la causa longobarda per quella greca. Pardo e Tubaki furono però arrestati a Otranto e giustiziati da Maniace, che fu acclamato imperatore dalle sue truppe.